# 菅沼正久
菅沼 正久（すがぬま まさひさ、1927年 - ）は、日本の経済学者。長野大学名誉教授。

## 来歴
神奈川県生まれ。1958年東京農業大学農業経済学科卒。本州大学助教授、教授、改称で長野大学教授、1993年定年退任、名誉教授。農業経済についての論文から、中国問題まで論じた。山内一男らと共に文化大革命を礼賛した代表的な人物として知られる。中国研究所所員。

## 著書
- 拡大農協に関する12章 家の光協会、1965.
- 中国文化大革命 1967. 三一新書
- 農協購買事業の理論 家の光協会、1967.
- 協同組合経済論 日本評論社, 1969.
- 連続革命と毛沢東思想 1969. 三一新書
- 社会主義の連続革命 御茶の水書房、1970.
- 中国の社会主義 御茶の水書房、1970.
- 革命の思想 マルクスから毛沢東へ 1971. 塙新書
- 中国の工業企業管理 1961-63年の企業管理思潮 アジア経済研究所 1971. 研究参考資料
- 七億の革命と経済 産業能率短期大学出版部、1973.
- 日本の農民問題 田畑書店、1973.
- 系統農協を考える12章 全国協同出版、1992.7.

## 共編著
- 農協合併の手びき 田中宏尚、大沢義一共著. 全国農業出版、1961.
- 農協における経営組織の編成 編著 全購連企画管理室、1966.12. 研究資料
- 講座現代中国 全3巻 共編. 大修館書店、1969.
- 中国の農村と日本の農村 編著. 田畑書店、1971.
- 日本 内への差別外への侵略 西順蔵、藤島宇内共著 叢書現代のアジア・アフリカ 10 三省堂、1972.

## 翻訳
- 資本主義国経済史 下 樊亢等 松野昭二監訳 鳥井克之、游仲勲共訳. 亜紀書房、1975.